# 16. prosinec
16. prosinec je 350. den roku podle gregoriánského kalendáře (351. v přestupném roce). Do konce roku zbývá 15 dní.

## Události

### Česko
- 1378 – Tělo krále Karla IV. je uloženo do krypty v katedrále sv. Víta v Praze
- 1851 – Karel Havlíček Borovský deportován do Brixenu.
- 1918 – Československé vojsko obsadilo Liberec, který Němci pokládali za správní středisko provincie Deutschböhmen.
- 1944 – Bombardéry USAAF se pokusily o nálet na Škodovy závody v Plzni, místo toho pumy zasáhly obytné čtvrti.
- 1992 – Česká národní rada přijala Ústavu České republiky.

### Svět
- 0882 – Jan VIII. končí jako papež a je vystřídán Marinem I.
- 1431 – Anglický král Jindřich VI. je korunován i jako král Francie
- 1538 – Francouzský král František I. přikázal pokračovat v pronásledování protestantů
- 1577 – Polský král Štěpán Báthory se svým vojskem obléhá město Gdaňsk
- 1689 – Anglický parlament přijal Bill of Rights. Podle tohoto zákona náležel každému obyvateli Anglie souhrn jistých občanských a politických práv.
- 1740 – Války o rakouské dědictví – pruský král Fridrich II. Veliký napadl Slezsko, jež bylo tehdy součástí zemí Koruny české.
- 1773 – Bostonské pití čaje: bostonští občané v přestrojení za indiány se zmocnili zásilky čaje na lodích v přístavu a vysypali ji do moře na protest proti britskému čajovému zákonu.
- 1811 – Zemětřesení na jihovýchodě Spojených států amerických.
- 1838 – Velký trek: Búrové v bitvě u Krvavé řeky rozdrtili zulská vojska a otevřeli cestu k pádu zulského krále Dinganeho a ke vzniku búrských republik.
- 1944 – Druhá světová válka: německým útokem na západní frontě začala bitva v Ardenách.
- 1947 – V Bellových laboratořích byl objeven tranzistor.
- 1971 – Deklarace státu Bangladéš a bezpodmínečná kapitulace pákistánské, která úspěšně ukončila Bangladéšskou osvobozeneckou válku.
- 2004
  - Britští lordové soudci rozhodli, že zadržování podezřelých z terorismu po neomezeně dlouhou dobu bez soudu je nezákonné.
  - Summit Evropské unie rozhodl, že jednání o přistoupení Turecka do EU začnou 3. listopadu 2005. Rozhovory po přistoupení Chorvatska začnou v dubnu 2005.
  - Rada Doněckého obvodu na východě Ukrajiny zrušila místní referendum o přetvoření Ukrajiny na federální stát.[zdroj⁠?!]
- 2014 –  Při teroristickém útoku na péšávarskou školu v severním Pákistánu zahynulo 149 osob.

## Narození

### Česko
- 1561 – Amand Polan z Polansdorfu, teolog a spisovatel († 17. července 1610)
- 1577 – Jan Jiří Krnovský, český vojevůdce, vrchní velitel armády slezských stavů († 2. března 1624)
- 1783 – Johann Karl Nestler, moravsko-slezský profesor zemědělství († 9. července 1842)
- 1798 – Jan Evangelista Mácha, kněz a teolog († 5. listopadu 1845)
- 1817 – Antonín Dvořák, český malíř a fotograf († 26. dubna 1881)
- 1857 – František Řehoř, český etnograf († 6. října 1899)
- 1866 – Tomáš Eduard Šilinger, český katolický politik († 17. června 1913)
- 1879 – Hans Watzlik, česko-německý spisovatel († 24. listopadu 1948)
- 1883 – Richard Sicha, účastník 1. odboje, redaktor, organizátor spolků († 1963)
- 1885 – František Bílek, český hipolog († 29. března 1972)
- 1887
  - Johann Radon, rakouský matematik († 25. května 1956)
  - Lev Sychrava, právník, novinář a politik († 4. ledna 1958)
- 1896 – Vít Grus, výtvarník a návrhář dřevěných hraček († 7. října 1981)
- 1913 – Oldřich Laštůvka, malíř († 11. července 1996)
- 1915 – Josef Polišenský, český historik († 11. ledna 2001)
- 1917 – Hanuš Fantl, český básník († 18. března 1942 koncentrační tábor Mauthausen)
- 1918
  - Otakar Dadák, herec († 8. dubna 1992)
  - Růžena Lysenková, herečka († 6. září 2013)
- 1919
  - Zdeněk Švarc, československý hokejový reprezentant († 8. listopadu 1948)
  - Jaroslav Vozáb, herec Divadla Járy Cimrmana a miláček publika († 3. dubna 1988)
- 1925 – Vilém Václav, československý hokejový reprezentant († 2011)
- 1930 – Vlastimil Železník, český trumpetista, pedagog a skladatel
- 1932 – Jan Bedřich, český hudební skladatel († 1996)
- 1936 – Jaroslav Chundela, český divadelní a operní režisér a herec († 21. června 1995)
- 1941 – Rudolf Rokl, český klavírista, skladatel a hudební aranžér († 23. září 1997)
- 1946 – Ladislav Gerendáš, jazzový trumpetista, filmový a divadelní herec
- 1948 – Kateřina Vinšová, romanistka, překladatelka z francouzštiny a italštiny
- 1955 – Karel Kolář, atlet, sprinter (†  4. října 2017)
- 1957 – Eduard Feireisl, matematik
- 1959 – Vladimír Václavek, hudebník
- 1970
  - Petr Kukal, básník a spisovatel
  - Martin Finger, herec
- 1995 – Denisa Barešová,  herečka

### Svět

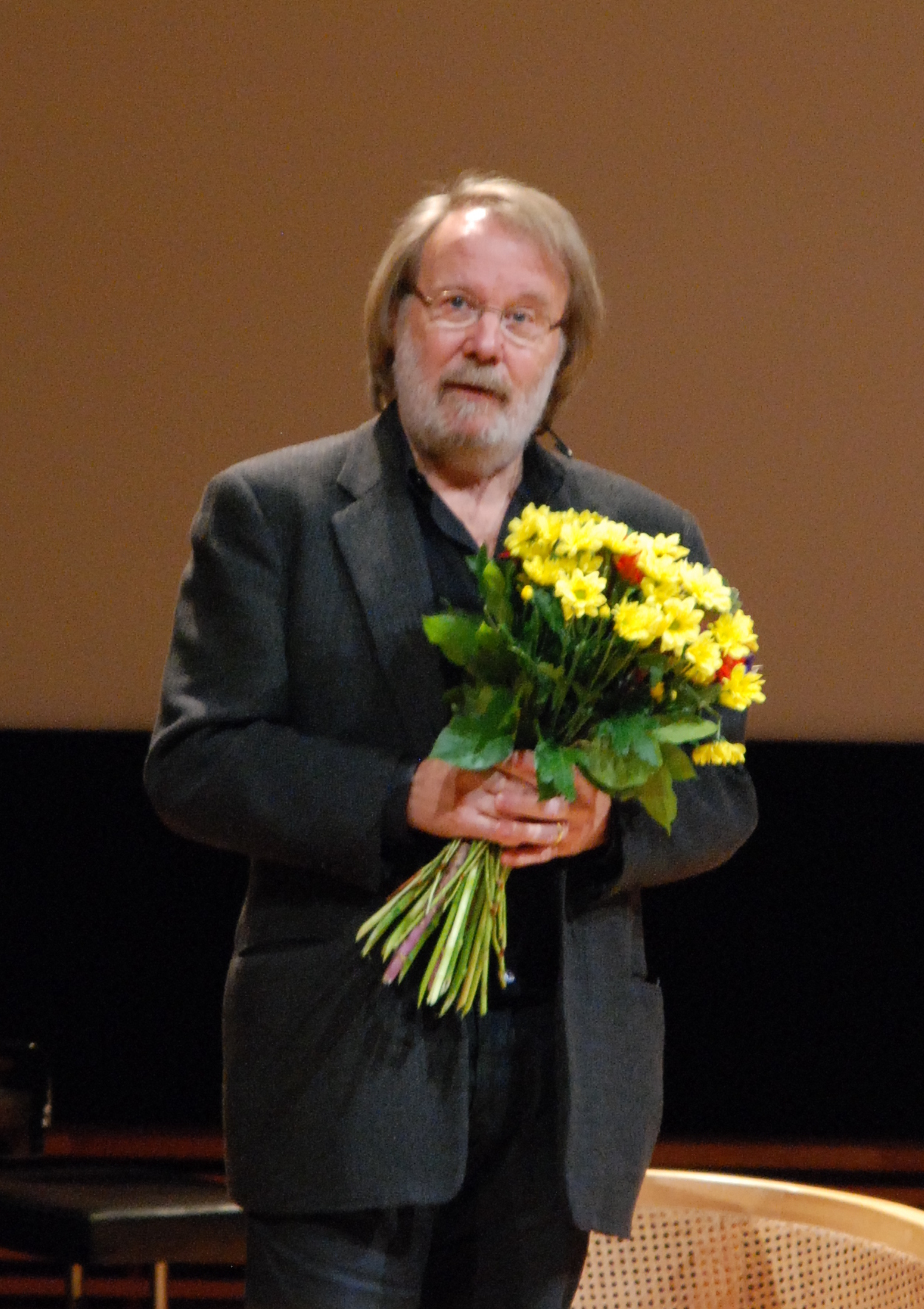
Benny Andersson (* 1946)

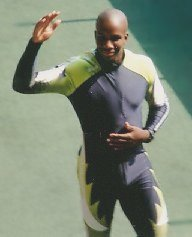
Donovan Bailey (* 1967)

- 1485 – Kateřina Aragonská, anglická královna, první manželka Jindřicha VIII. Tudora, dcera Ferdinanda II. Aragonského a Isabely Kastilské († 7. ledna 1536)
- 1740 – Georg Magnus Sprengtporten, švédský, finský a ruský politik († 13. října 1819)
- 1742 – Gebhard Leberecht von Blücher, pruský maršál († 12. září 1819)
- 1770 – Ludwig van Beethoven, německý hudební skladatel († 26. března 1827)
- 1771 – Jean Broc, francouzský malíř († 1850)
- 1775
  - Jane Austen, anglická spisovatelka († 18. července 1817)
  - François Adrien Boieldieu, francouzský operní skladatel († 8. října 1834)
- 1776 – Johann Wilhelm Ritter, německý chemik a fyzik († 23. ledna 1810)
- 1782 – Louis-Barthélémy Pradher, francouzský skladatel, klavírista a hudební pedagog († 19. října 1843)
- 1790 – Leopold I. Belgický, první belgický král († 10. prosince 1865)
- 1822 – Nikolaj Jakovlevič Danilevskij, ruský filozof, ekonom a historik († 19. listopadu 1885)
- 1830 – Cornelis Petrus Tiele, nizozemský teolog († 11. ledna 1902)
- 1834 – Léon Walras, francouzský matematický ekonom († 5. ledna 1910)
- 1847 – Ferdinand Walsin-Esterházy, francouzský důstojník a špion († 21. května 1923)
- 1849 – Gyula Kőnig, maďarský matematik († 8. dubna 1913)
- 1857 – Edward Emerson Barnard, americký astronom († 6. února 1923)
- 1866 – Vasilij Kandinskij, ruský malíř († 1944)
- 1872 – Anton Ivanovič Děnikin, ruský generál, bělogvardějec († 8. srpna 1947)
- 1863
  - Konrad Hohenlohe-Waldenburg-Schillingsfürst, rakouský politik († 21. prosince 1918)
  - George Santayana, americký filosof, kritik a spisovatel španělského původu († 26. září 1952)
- 1882
  - Zoltán Kodály, maďarský hudební skladatel a pedagog († 6. března 1967)
  - Walther Meissner, německý fyzik († 16. listopadu 1974)
- 1883 – Max Linder, francouzský herec-komik a režisér († 31. října 1925)
- 1887 – Adone Zoli, premiér Itálie († 20. února 1960)
- 1888 – Alexandr I. Karađorđević, jugoslávský král († 9. října 1934)
- 1898 – Ján Smrek, slovenský básník, spisovatel, redaktor, publicista, vydavatel a organizátor kulturního života († 8. prosince 1982)
- 1899
  - Oľga Borodáčová, slovenská herečka († 13. září 1986)
  - Aleksander Zawadzki, prezident Polska († 7. srpna 1964)
  - Noël Coward, anglický hudební skladatel, zpěvák, herec a dramatik († 26. března 1973)
- 1901
  - Margaret Meadová, americká antropoložka († 15. listopadu 1978)
  - Nikolaj Fjodorovič Vatutin, sovětský armádní generál († 15. dubna 1944)
- 1902 – Rafael Alberti, španělský básník a spisovatel († 28. října 1999)
- 1903 – Harold Whitlock, britský atlet, chodec († 27. prosince 1985)
- 1908
  - Sonja Grafová, německá, později americká šachistka († 6. března 1965)
  - Remedios Varová, španělsko-mexická surrealistická malířka († 8. října 1963)
- 1910 – Aj Čching, čínský básník († 5. května 1996)
- 1911 – Pavol Poljak, slovenský fotograf a publicista († 13. února 1983)
- 1917 – Arthur C. Clarke, britský spisovatel science fiction († 19. března 2008)
- 1923
  - Menahem Pressler, izraelský klavírista († 6. května 2023)
  - Ernst Florian Winter, rakouský historik a politolog († 16. dubna 2014)
- 1925 – Bert Hellinger, německý psychoterapeut
- 1928 – Philip K. Dick, americký spisovatel science fiction († 2. března 1982)
- 1930 – Sam Most, americký flétnista a saxofonista († 13. června 2013)
- 1931 – Milton Barnes, kanadský hudební skladatel († 27. února 2001)
- 1932 – Rodion Ščedrin, ruský hudební skladatel a klavírista
- 1933 – Johnny „Hammond“ Smith, americký varhaník († 4. června 1997)
- 1934 – Nobujuki Aihara, japonský sportovní gymnasta, dvojnásobný olympijský vítěz († 16. července 2013)
- 1937 – Joe Farrell, americký saxofonista a flétnista († 10. ledna 1986)
- 1938
  - Zbigniew Religa, polský kardiochirurg a politik, bývalý ministr zdravotnictví († 8. března 2009)
  - Liv Ullmann, norská herečka a režisérka
- 1939 – Barney McKenna, irský hudebník, hráč na banjo, mandolínu a melodeon († 5. dubna 2012)
- 1944
  - John Abercrombie, americký kytarista progresivního jazzu († 22. srpna 2017)
  - N!xau, namibijský herec, Křovák († 1. července 2003)
- 1946
  - Trevor Pinnock, britský dirigent a cembalista
  - Benny Andersson, švédský hudebník, člen skupiny ABBA
  - Martin Jensen, dánský spisovatel historických románů
  - James R. Beniger, americký profesor komunikace a sociologie († 14. dubna 2010)
- 1947
  - Vincent Matthews, americký atlet, sprinter, dvojnásobný olympijský vítěz
  - Jahangir Razmi, íránský fotograf
- 1949
  - Sugar Blue, americký rockový a bluesový hráč na foukací harmoniku a zpěvák
  - Billy Gibbons, americký zpěvák a kytarista
- 1951 – Robben Ford, americký kytarista
- 1952 – Jon Laukvik, norský varhaník
- 1955 – Lorenz Rakouský d'Este, belgický princ
- 1956 – Hortense Ullrichová, německá spisovatelka
- 1961 – Shane Black, americký režisér, scenárista a producent
- 1964
  - John Kirwan, novozélandský ragbista
  - Heike Drechsler, německá atletka, dálkařka a sprinterka
  - Anfisa Rezcovová, ruská biatlonistka a běžkyně na lyžích († 19. října 2023)
- 1967
  - Donovan Bailey, kanadský atlet, olympijský vítěz a mistr světa v běhu na 100 metrů
  - Miranda Otto, australská herečka
- 1971 – Paul van Dyk, vlastním jménem Matthias Paul, německý trance DJ a hudební producent
- 1975 – Benjamin Kowalewicz, kanadský hudebník původu, frontman a zpěvák punk rockové skupiny Billy Talent
- 1988 – Anna Popplewell, britská herečka
- 1990 – Rebecca Marinová, kanadská tenistka
- 1992 – Lieke Martensová, nizozemská fotbalistka
- 1993
  - Lisa Theresa Hauserová, rakouská biatlonistka
  - Thiago Braz da Silva, brazilský atlet, skokan o tyči
- 1996 – Sergio Reguilón, španělský fotbalista
- 1997 – Zara Larsson, švédská zpěvačka

## Úmrtí

### Česko
- 1872 – Čeněk Vinař, varhaník a hudební skladatel (* 7. února 1835)
- 1886 – Josef Drásal, údajně nejvyšší člověk v Česku (* 4. července 1841)
- 1889 – Josef Farský, majitel polygrafického ústavu v Praze (* 7. května 1826)
- 1916 – Ladislav Zápotocký, socialistický novinář a politik (* 12. ledna 1852)
- 1928
  - Bohumil Vlček, akademický sochař a řezbář (* 8. listopadu 1862)
  - Maxmilian Pilát, československý politik (* 1. prosince 1861)
- 1932 – Karel Sáblík, československý politik (* 24. ledna 1871)
- 1935 – František Reyl, katolický kněz, sociolog a politik (* 20. února 1865)
- 1939 – Antonín Drašar, herec, režisér a divadelní ředitel (* 8. března 1880)
- 1940 – František Hojer, československý fotbalový reprezentant (* 27. dubna 1896)
- 1941 – František Kaván, malíř a básník (* 10. září 1866)
- 1946
  - Josef Jahoda, pedagog, novinář a spisovatel (* 27. ledna 1872)
  - Oldřich Hemerka, folklorista, skladatel, dirigent a varhaník (* 13. listopadu 1862)
- 1964 – Hanuš Svoboda, hudební skladatel a pedagog (* 15. června 1876)
- 1960 – Vladimír Červenka, československý politik (* 24. listopadu 1881)
- 1967 – Josef Dvořák, malíř a tkadlec (* 21. prosince 1883)
- 1968 – Jiří Steimar, herec (* 24. dubna 1887)
- 1992 – Leoš Nebor, fotograf (* 13. února 1930)
- 2007 – Dalibor Hanes, předseda Federálního shromáždění (* 2. října 1914)
- 2008 – Zdeněk Bardoděj, toxikolog (* 20. května 1924)
- 2012 – Fan Vavřincová, spisovatelka a autorka televizních scénářů (* 17. listopadu 1917)
- 2013 – Lubomír Dorůžka, muzikolog (* 18. března 1924)

### Svět

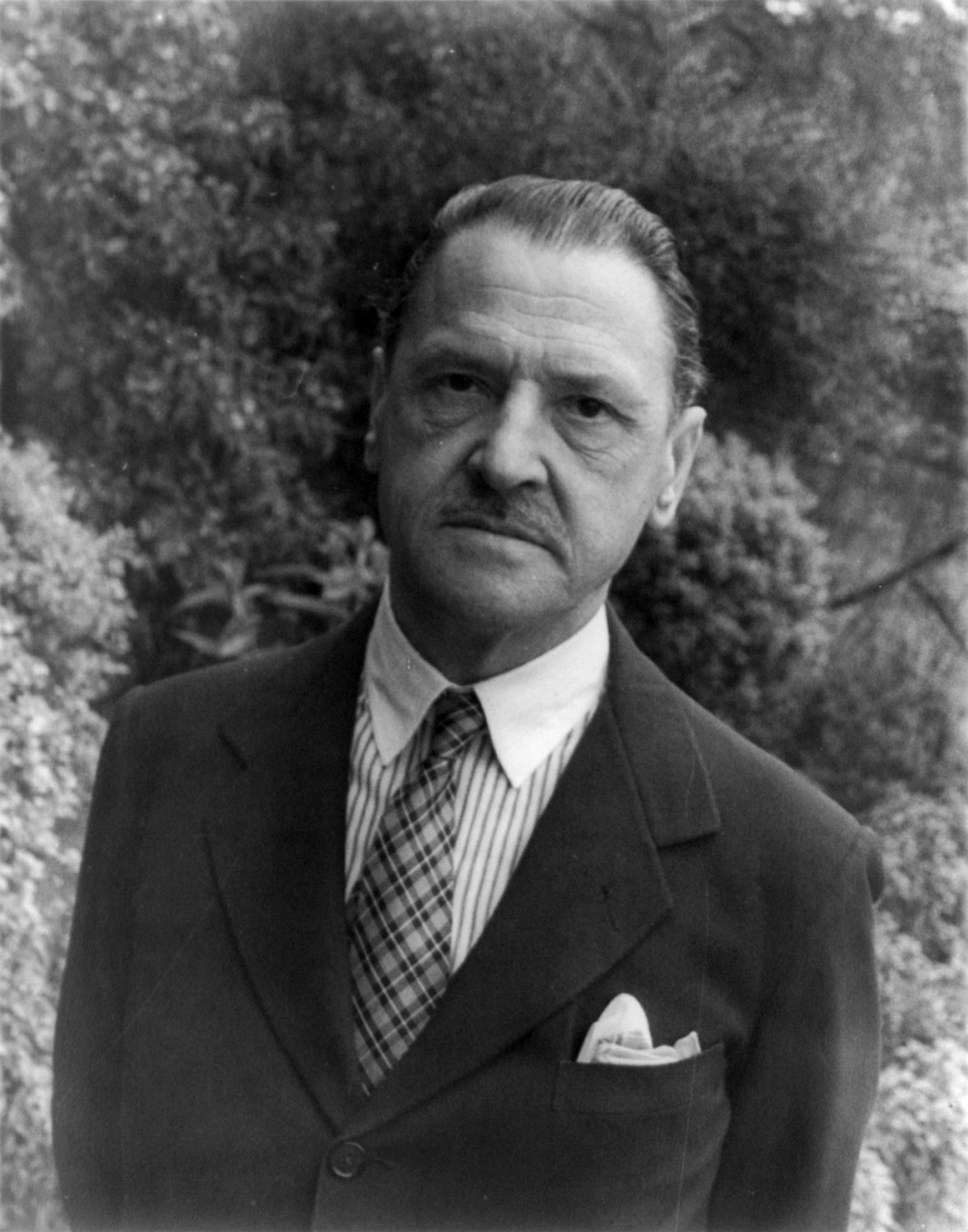
W. S. Maugham († 1965)

- 0714 – Pipin II. Prostřední, austrasijský majordom (* kolem 635)
- 0999 – Adéla Burgundská, burgundská princezna, druhá manželka Oty I. Velikého, prvního císaře Svaté říše římské (* 931 nebo 932)
- 1325 – Karel I. z Valois, francouzský princ, zakladatel dynastie Valois (* 12. března 1270)
- 1515 – Afonso de Albuquerque, portugalský dobyvatel a mořeplavec (* asi 1453)
- 1672 – Jan Kazimír II. Vasa, polský král (* 22. března 1609)
- 1686 – Eleonora Magdalena Gonzagová, císařovna, manželka Ferdinanda III. (* 18. listopadu 1630)
- 1687 – William Petty, britský ekonom, statistik a lékař (* 26. května 1623)
- 1709 – Jakub Kray, slovenský právník a politik (* 24. dubna 1661)
- 1744 – Marie Anna Habsburská, rakouská arcivévodkyně (* 18. září 1718)
- 1751 – Leopold II. Maximilián Anhaltsko-Desavský, německý askánský princ a vládce knížectví Anhalt-Dessau (* 25. prosince 1700)
- 1771 – Zikmund Kryštof hrabě ze Schrattenbachu, salcburský arcibiskup (* 28. února 1698)
- 1774 – François Quesnay, francouzský lékař a ekonom (* 4. června 1694)
- 1779 – Go-Momozono, japonský císař (* 5. srpna 1758)
- 1783 – Johann Adolf Hasse, německo-italský hudební skladatel, (* 24. března 1699)
- 1833 – Friedrich August Kanne, rakouský skladatel, muzikolog a hudební kritik (* 8. března 1778)
- 1848 – Bruno Abegg, pruský politik (* 17. ledna 1803)
- 1849 – Johann Heinrich Fenner von Fenneberg, německý lékař a básník (* 25. prosince 1774)
- 1858 – Richard Bright, anglický lékař (* 28. září 1789)
- 1859 – Wilhelm Grimm, německý jazykovědec a sběratel pohádek (* 24. února 1786)
- 1861 – Heinrich Marschner, německý skladatel (* 16. srpna 1795)
- 1871 – Stipan Krunoslav Ivičević, rakouský spisovatel, novinář, jazykovědec a politik chorvatské národnosti (* 24. ledna 1801)
- 1878 – Alice Sasko-Koburská, britská princezna, velkovévodkyně hesenská (* 25. dubna 1843)
- 1893 – George Babcock, americký vynálezce a konstruktér (* 17. června 1832)
- 1897 – Alphonse Daudet, francouzský spisovatel a dramatik (* 13. května 1840)
- 1898 – Pavel Treťjakov, ruský mecenáš, první ředitel Treťjakovské galerie (* 27. prosince 1832)
- 1904 – Juro Surowin, německý publicista, jazykovědec a humanista (* 15. ledna 1831)
- 1909 – Adelaida Löwenstein-Wertheim-Rosenberg, manželka Michala I. Portugalského (* 3. dubna 1831)
- 1913 – Kardinál Mariano Rampolla del Tindaro, státní sekretář papežského státu (* 17. srpna 1843)
- 1914 – Ivan Zajc, chorvatský hudební skladatel (* 3. srpna 1832)
- 1916 – Hugo Münsterberg, americký filozof a psycholog (* 1. června 1863)
- 1919 – Luigi Illica, italský libretista (* 9. května 1857)
- 1921 – Camille Saint-Saëns, francouzský hudební skladatel, dirigent, klavírista, varhaník a hudební kritik (* 9. října 1835)
- 1922
  - Eliezer Ben Jehuda, izraelský jazykovědec (* 7. ledna 1858)
  - Gabriel Narutowicz, první polský prezident (* 17. března 1865)
- 1926 – William Larned, americký tenista (* 30. prosince 1872)
- 1933 – Robert William Chambers, americký malíř a spisovatel (* 26. května 1865)
- 1934 – Gustav de Vries, nizozemský matematik (* 22. ledna 1866)
- 1936 – Frank Eugene, americký malíř a fotograf (* 19. září 1865)
- 1940 – Eugène Dubois, nizozemský anatom a geolog (* 28. ledna 1858)
- 1942
  - Samuel Steinherz, historik, rektor Německé univerzity v Praze, (* 16. února 1857)
  - Maude Petre, britská katolická řeholnice a spisovatelka (* 4. srpna 1863)
- 1946 – Oldřich Hemerka, slovenský folklorista, hudební skladatel, dirigent a varhaník (* 13. listopadu 1862)
- 1949 – Trajčo Kostov, generální tajemník Bulharské komunistické strany (* 17. června 1897)
- 1956 – Frederick G. Donnan, irský chemik (* 6. září 1870)
- 1957
  - Martin Sokol, ministr vnitra autonomní vlády Slovenska (* 3. listopadu 1901)
  - Heinrich Hoffmann, německý fotograf a tvůrce nacistické propagandy (* 12. září 1885)
- 1965 – William Somerset Maugham, britský spisovatel a dramatik (* 25. ledna 1874)
- 1967 – Antonio Riberi, papežský diplomat a kardinál pocházející z Monaka (* 15. června 1897)
- 1972 – Ferdinand Čatloš, ministr národní obrany slovenského státu (* 7. října 1895)
- 1974 – Kostas Varnalis, řecký spisovatel (* 14. února 1884)
- 1979 – John Diefenbaker, premiér Kanady (* 18. září 1895)
- 1980
  - Jean Forge, Jan Fethke, polský režisér (* 26. února 1903)
  - Hellmuth Walter, německý průkopník v oblasti plynových turbín, projektant ponorek a leteckých motorů (* 26. srpna 1900)
  - Stanisław Tatar, polský generál (* 3. října 1896)
- 1982 – Colin Chapman, britský konstruktér automobilů a zakladatel závodní značky Lotus (* 19. května 1928)
- 1984 – Wilson Rawls, americký spisovatel (* 24. září 1913)
- 1988 – Sylvester, americký zpěvák (disco, soul) a drag queen (* 6. září 1947)
- 1989 – Lee Van Cleef, americký herec (* 9. ledna 1925)
- 1990
  - Jan Tacina, polský hudebník a folklorista (* 25. října 1909)
  - Anna Martvoňová, slovenská operní pěvkyně (* 3. října 1922)
- 1993 – Kakuei Tanaka, premiér Japonska (* 4. května 1918)
- 1996 – Quentin Bell, britský spisovatel, malíř, historik umění (* 19. srpna 1910)
- 2000 – Witold Henryk Paryski, polský horolezec a historik (* 10. září 1909)
- 2005 – John Spencer, americký herec (* 20. prosince 1946)
- 2006 – Al Dewsbury, kanadský hokejista (* 26. dubna 1926)
- 2007 – Dan Fogelberg, americký rockový zpěvák a skladatel (* 13. srpna 1951)
- 2013 – Ray Price, americký zpěvák (* 12. ledna 1926)
- 2014
  - Martin Brasier, anglický paleobiolog a astrobiolog (* 12. dubna 1947)
  - Maurice Duverger, francouzský právník, sociolog a politolog (* 5. června 1917)
- 2016 – Faina Melniková, sovětská atletka, diskařka (* 9. června 1945)
- 2021 – Yves Dreyfus, francouzský šermíř (* 17. května 1931)
- 2022 – Siniša Mihajlović, srbský fotbalista a fotbalový trenér (* 20. únor 1969)
- 2023 – Colin Burgess, australský bubeník (* 16. listopadu 1946)

## Svátky

### Česko
- Albína
- Adelaida, Heidrun
- Alida
- Etela

### Svět
- Jihoafrická republika: Den smíření
- Bahrajn: Národní den
- Bangladéš: Den vítězství

## Pranostiky

### Česko
- O svaté Albíně schovej se do síně.
- Závěj svaté Albíny zaplavuje doliny.

| 16. prosinec v pražském KlementinuÚdaje jsou platné k 11. 3. 2025. | 16. prosinec v pražském KlementinuÚdaje jsou platné k 11. 3. 2025. | 16. prosinec v pražském KlementinuÚdaje jsou platné k 11. 3. 2025. |
| minimum                                                            | denní průměr                                                       | maximum                                                            |
| ------------------------------------------------------------------ | ------------------------------------------------------------------ | ------------------------------------------------------------------ |
| −19,1 °C (1808)                                                    | 1,8 °C (od 1961)                                                   | 15,2 °C (1989)                                                     |